# Litsea populifolia
Litsea populifolia är en lagerväxtart som först beskrevs av William Botting Hemsley, och fick sitt nu gällande namn av James Sykes Gamble. Litsea populifolia ingår i släktet Litsea och familjen lagerväxter. Inga underarter finns listade i Catalogue of Life.